# Michael Holyfield
Michael Holyfield (Albuquerque, 18 novembre 1992) è un cestista statunitense.

## Statistiche

### College
| Anno      | Squadra       | PG  | PT  | MP   | TC%  | 3P% | TL%  | RP  | AP  | PRP | SP  | PP  |
| --------- | ------------- | --- | --- | ---- | ---- | --- | ---- | --- | --- | --- | --- | --- |
| 2011-2012 | SHSU Bearkats | 27  | 14  | 15,1 | 56,0 | -   | 45,1 | 3,7 | 0,3 | 0,3 | 0,6 | 4,0 |
| 2012-2013 | SHSU Bearkats | 34  | 26  | 15,1 | 47,6 | -   | 50,0 | 4,4 | 0,2 | 0,3 | 0,8 | 2,9 |
| 2013-2014 | SHSU Bearkats | 35  | 35  | 17,6 | 63,8 | -   | 54,2 | 6,7 | 0,3 | 0,4 | 1,7 | 6,5 |
| 2014-2015 | SHSU Bearkats | 35  | 34  | 17,9 | 60,2 | 0,0 | 61,9 | 8,1 | 0,3 | 0,4 | 2,5 | 8,5 |
| Carriera  | Carriera      | 131 | 109 | 16,5 | 58,5 | 0,0 | 55,4 | 5,9 | 0,2 | 0,4 | 1,5 | 5,6 |

### G League
| Anno      | Squadra          | PG | PT | MP   | TC%  | 3P% | TL%  | RP  | AP  | PRP | SP  | PP  |
| --------- | ---------------- | -- | -- | ---- | ---- | --- | ---- | --- | --- | --- | --- | --- |
| 2015-2016 | Iowa Energy      | 22 | 0  | 12,6 | 49,1 | -   | 73,1 | 4,5 | 0,1 | 0,1 | 0,5 | 3,4 |
| 2015-2016 | L.A. D-Fenders   | 18 | 3  | 13,8 | 61,5 | -   | 51,4 | 4,3 | 0,2 | 0,2 | 1,2 | 4,6 |
| 2017-2018 | South Bay Lakers | 28 | 4  | 11,4 | 46,4 | 0,0 | 70,6 | 5,5 | 0,2 | 0,1 | 0,8 | 4,9 |
| Carriera  | Carriera         | 68 | 7  | 12,4 | 51,0 | 0,0 | 65,9 | 4,8 | 0,2 | 0,1 | 0,8 | 4,3 |